# La Valla-en-Gier
La Valla-en-Gier là một xã trong tỉnh Loire miền trung nước Pháp.